# Pfarrkirche Wieselburg

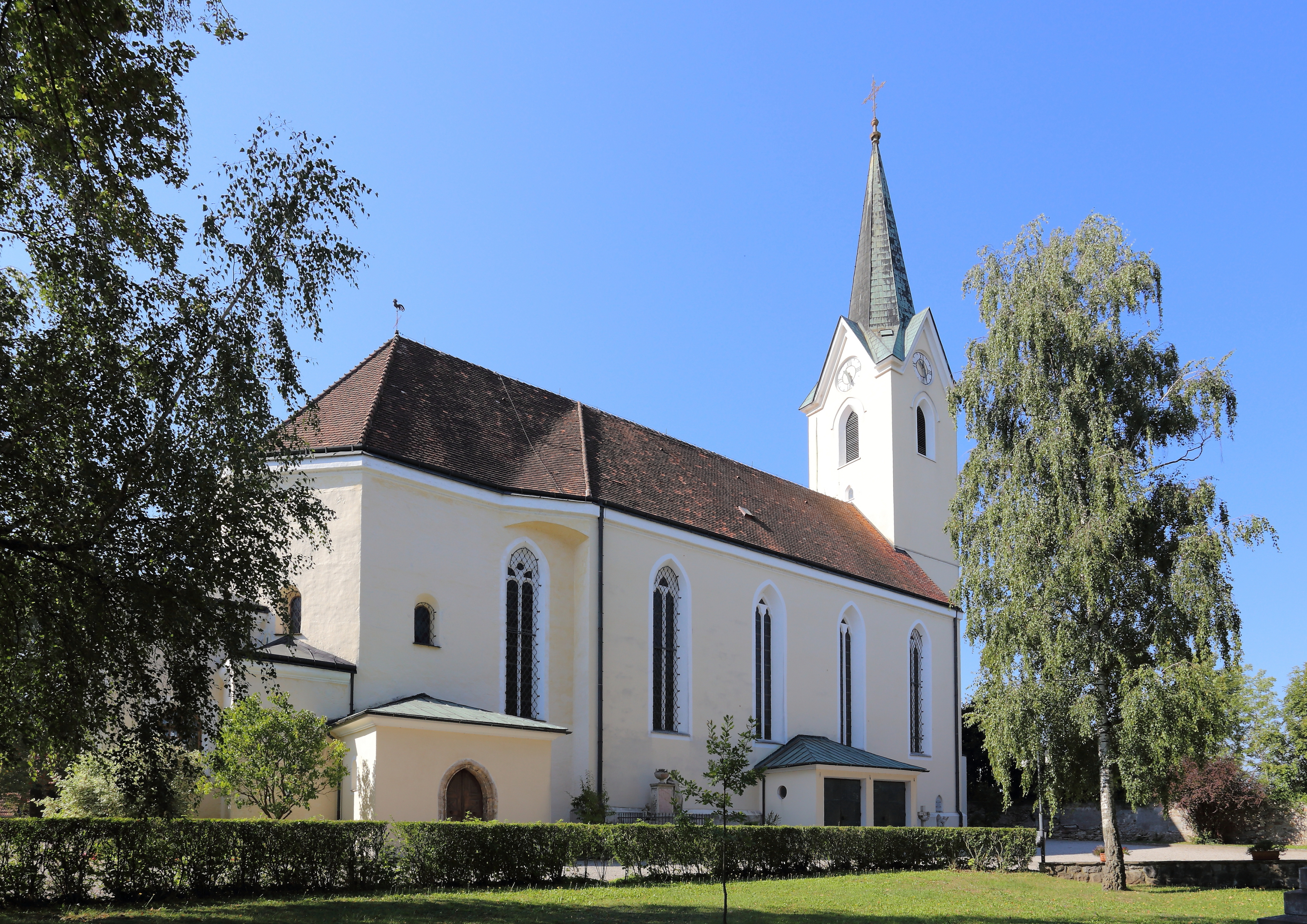
Nordansicht der (alten) Kirche

Die römisch-katholische Pfarrkirche Wieselburg befindet sich in der niederösterreichischen Stadt Wieselburg. Sie ist dem Heiligen Ulrich geweiht und dem Dekanat Ybbs unterstellt. Teile davon stellen den ältesten aufrechten Kirchenbau aus der Babenbergerzeit dar.

## Geschichte
Die Kirche von Wieselburg gehörte zunächst zum Pfarrbereich von Steinakirchen. Die beiden Kirchen waren zuerst im Hoheitsbereich des Bischofs von Regensburg. 1107 schenkte Bischof Hartwig I. von Spanheim die Filiale Wieselburg samt der Pfarrei Steinakirchen dem Kloster Mondsee. 1235 scheint Wieselburg dann erstmals als eigene Pfarre auf und 1291 wird der erste Pfarrer namentlich genannt. 1706 trat das Kloster Mondsee die Pfarre Wieselburg an den Passauer Bischof ab. Mit der Gründung der Diözese St. Pölten im Jahre 1785 wurde Wieselburg landesfürstliche Pfarre.
Kaiser Otto II. ermächtigte 976 den Regensburger Bischof Wolfgang am Zusammenfluss der Großen und Kleinen Erlauf eine Castellum (Fliehburg) zu errichten. Innerhalb dieser Fliehburg entstand ein Kirchenbau in Form eines ottonischen Zentralbaues mit quadratischem Grundriss und aufgesetztem Oktogon (Wieselburger Oktogon), der zwischen 993 (Heiligsprechung des Heiligen Ulrich) und 994 (Tod des Heiligen Wolfgang) geweiht wurde. In der Zeit um 1500/1555 wurde der bestehende Zentralbau zu einem Chor umgebaut und westseitig ein Langhaus sowie der Turm angebaut. Wegen eines Blitzschlags kam es im Jahr 1952 zu einem Großbrand. Bei der anschließenden Generalsanierung entdeckte man, dass der älteste Teil der Kirche, der bisher als romanischer Karner gedeutet worden war, ein eigenständiger ottonischer Bau aus der Vorromanik ist. Zusätzlich zur Generalsanierung wurde in den Jahren 1953 bis 1958 an der südseitigen Längswand des alten Langhauses ein Zubau beziehungsweise eine neue Kirche angebaut und am 18./19. Oktober 1958 geweiht. Ab 1991 erfolgte eine umfangreiche Kirchenrenovierung, die zum 1000-jährigen Todestag des hl. Wolfgang am 31. Oktober 1994 (Kirchenweihe 993/994) abgeschlossen wurde.
Nachdem man 1877 westlich der Kirche einen neuen Friedhof eingeweiht hatte, der 1961 sowie 2001 erweitert wurde, erfolgte 1902 die endgültige Auflassung des alten Friedhofes rund um die Pfarrkirche.

## Der ottonische Zentralbau

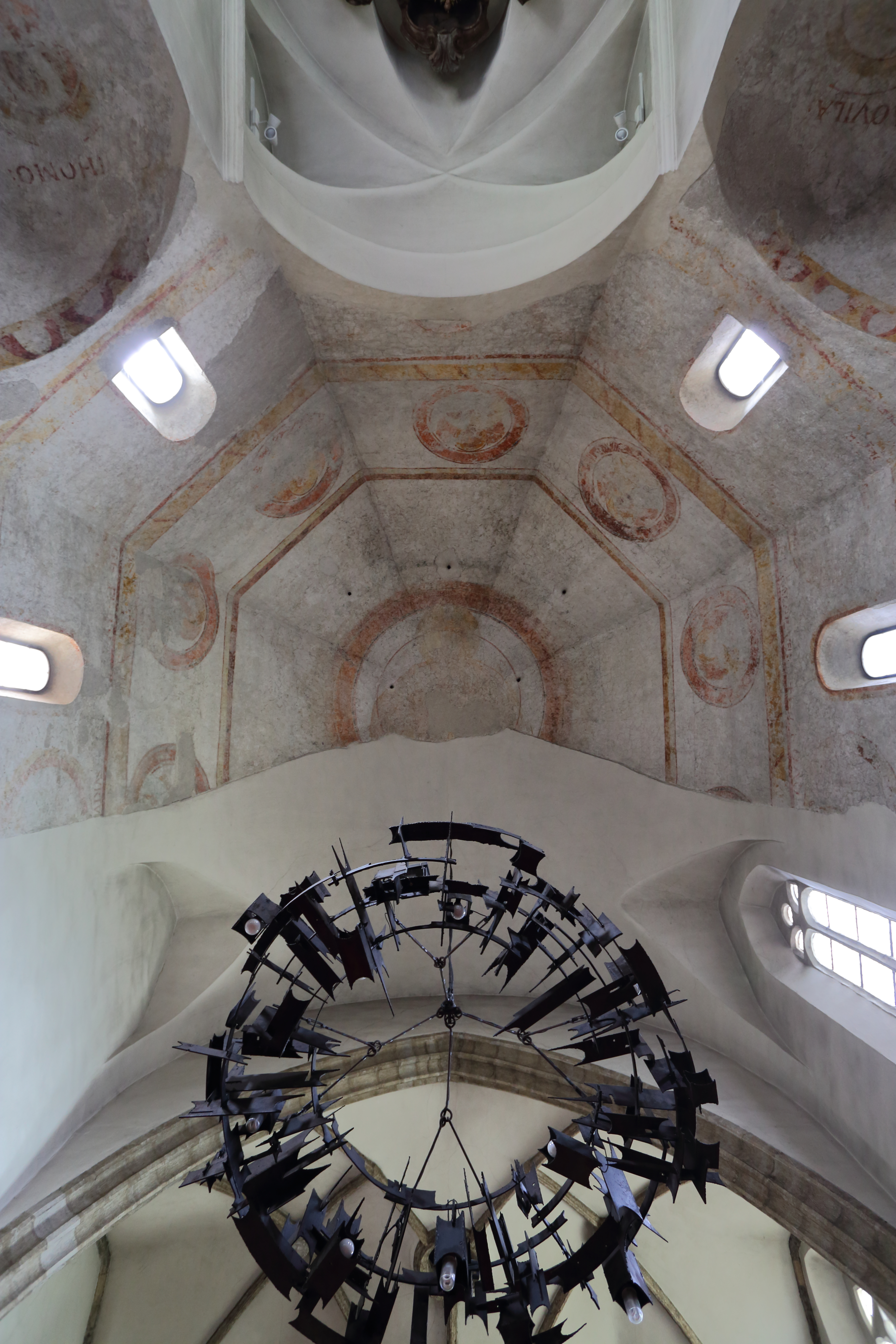
Die Oktogonkuppel des ottonischen Zentralbaues; im unteren Bildbereich der Übergang zum gotischen Langhaus

Der Ende des 10. Jahrhunderts errichtete Sakralbau hat einen quadratischen Grundriss mit 8,7 m Seitenlänge und vorgelagerte Kreuzarme, die sich bogenförmig zum Kircheninneren öffnen. Die 13,5 m hohe Zentralkuppel wird durch ein Oktogon getragen. Der Bau war zur Gänze mit Wandmalereien aus der ersten Hälfte des 11. Jahrhunderts ausgestaltet. Diese Fresken wurden 1952/57 freigelegt und gehören zu den ältesten Monumentalmalereien des Mittelalters in Österreich. Das Konzept des Bildprogramms entspricht den byzantinischen Kirchenmalereien. Die kosmisch-universale Herrschaft Christi wird durch die Gestalt des Weltenherrschers personifiziert und beherrscht den Raum. In streng hierarchischer Ordnung sind die Chöre der Engel, die Schreiber und Verkünder des Evangeliums und seine Vorboten dargestellt.
Heute sind von der einstmals achtseitigen Zentralkirche nur noch fünf Seiten erhalten, die restlichen drei wurden im Zuge des Baues des gotischen Langhauses abgetragen. In den 1950er Jahren wurden die Grundmauern ergraben und sind im neuen Bodenbelag farbig markiert, jedoch teilweise durch die Pulte der Kirchenbänke verstellt.
Dem Oktogon gegenüber, unter dem Turm, werden Rekonstruktionen der gesamten Wehrkirchenanlage, sowie des Freskenschmucks des Oktogons ausgestellt.

## Die gotische Kirche
Um 1500/1555 wurde die Westseite des Zentralbaues geöffnet und ein spätgotisches, zweischiffiges Langhaus angebaut, wobei der ursprüngliche Zentralbau als Presbyterium adaptiert wurde. Dabei wurden drei Seiten des Oktogons abgetragen. Das vierjochige Langhaus mit Kreuzrippengewölbe auf schlanken Achteckpfeilern beziehungsweise Wandvorlagen hat von Ost nach West eine Länge von 20,5 m sowie eine Breite und Höhe von 10,5 m.
Im Zuge der Langhauserrichtung wurde westseitig des Langhauses auch ein vorgestellter Kirchturm angebaut. Der untere Teil stammt aus dieser Zeit und der obere Teil in seiner heutigen Form mit dem Rautenspitzdach wurde 1873 errichtet. Insgesamt hat der Turm eine Höhe von 47,5 Meter.

## Die neue Kirche

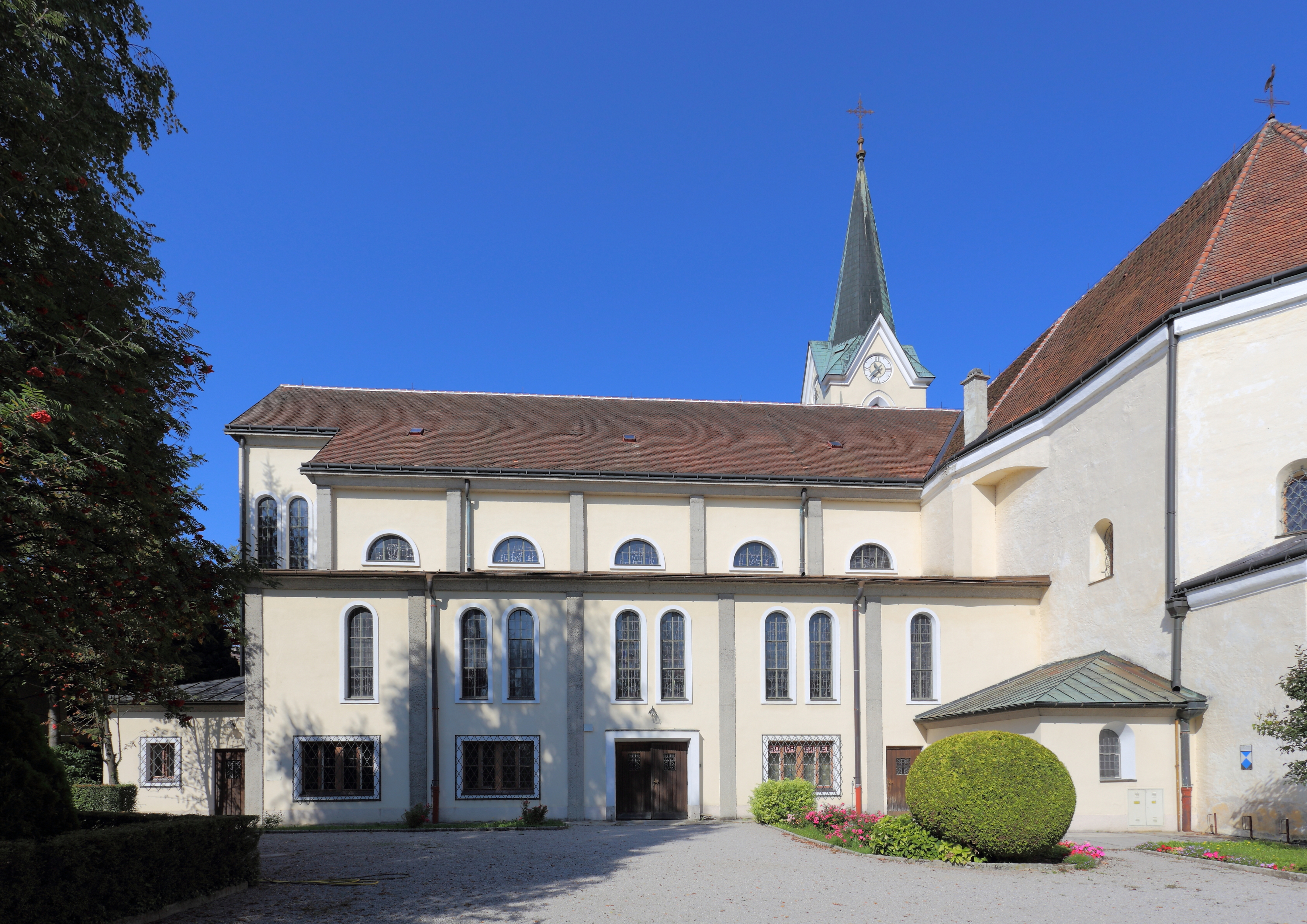
Ostansicht des Zubaues beziehungsweise der neuen Kirche

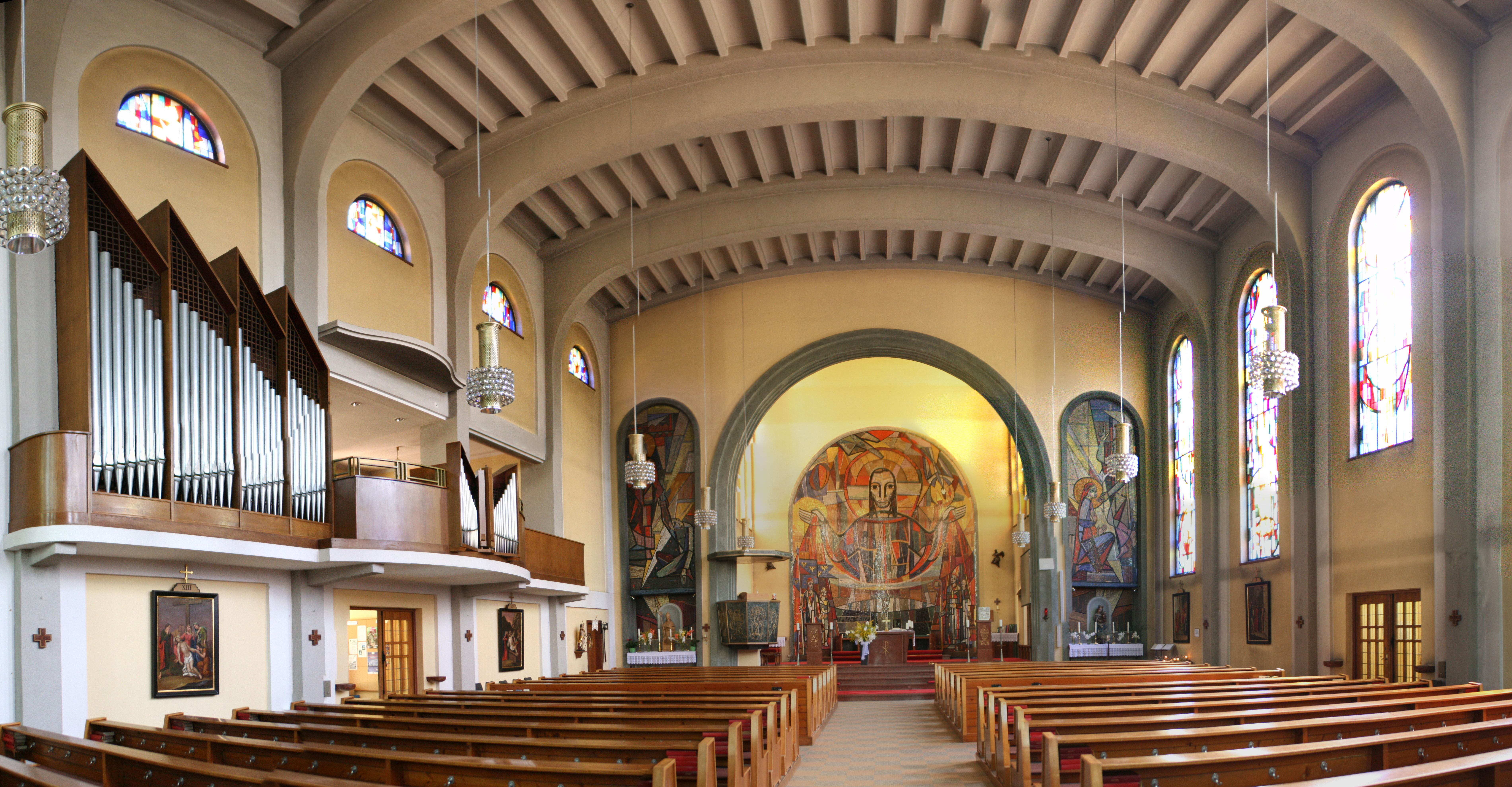
Innenansicht des Zubaues beziehungsweise der neuen Kirche

Nach dem Großbrand 1952 errichtete man nach Plänen des St. Pöltner Architekten Franz Barnath von 1953 bis 1958 einen Zubau beziehungsweise die neue Kirche. Dabei wurde das Langhaus der gotischen Kirche an ihrer Südwand durch vier Bögen geöffnet und ein 28 m langer und 15 m breiter Saal mit einer Nord-Süd-Achse angebaut. Die Decke ist durch vier jochbogenartige Träger aus Stahlbeton gegliedert. Das abgesetzte rechteckige Presbyterium hat eine flachbogige Apsis und ist durch einen halbrunden Triumphbogen zum Saal hin offen. Östlich des Neubaues wurden die Sakristei sowie pfarrliche Räume und darüber die Orgelempore angefügt.
Die Orgel ist ein Werk des Kremser Orgelbauers Gregor Hradetzky und wurde 1959 errichtet. Sie verfügt über 16 Register auf zwei Manualen und Pedal und ist das erste mit mechanischer Traktur ausgestattete Instrument aus der Werkstätte Hradetzkys.